# Catenulidae
Catenulidae är en familj av plattmaskar. Catenulidae ingår i ordningen Catenulida, klassen virvelmaskar, fylumet plattmaskar och riket djur. Enligt Catalogue of Life omfattar familjen Catenulidae 6 arter. 
Kladogram enligt Catalogue of Life och Dyntaxa:
| Catenulidae | \| \| Catenula \| \| \| \| \| \| Suomina \| \| \| \| |
|             | \| \| Catenula \| \| \| \| \| \| Suomina \| \| \| \| |
|             | Chordariidae                                         |
|             |                                                      |
|             | Retronectidae                                        |
|             |                                                      |
|             | Stenostomidae                                        |
|             |                                                      |
|             | Catenula                                             |
|             |                                                      |
|             | Suomina                                              |
|             |                                                      |

|  | Catenula |
|  |          |
|  | Suomina  |
|  |          |

## Bildgalleri

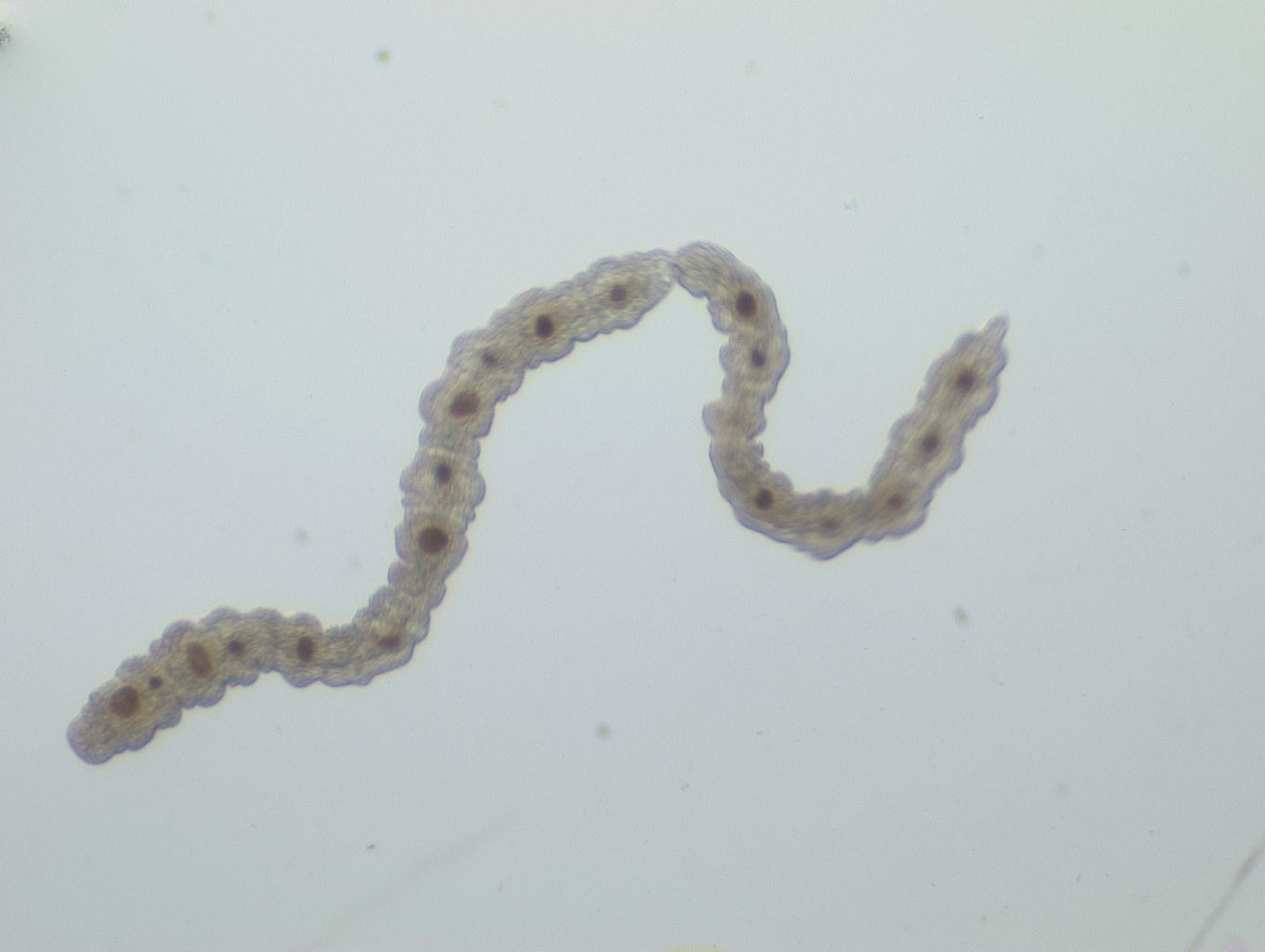
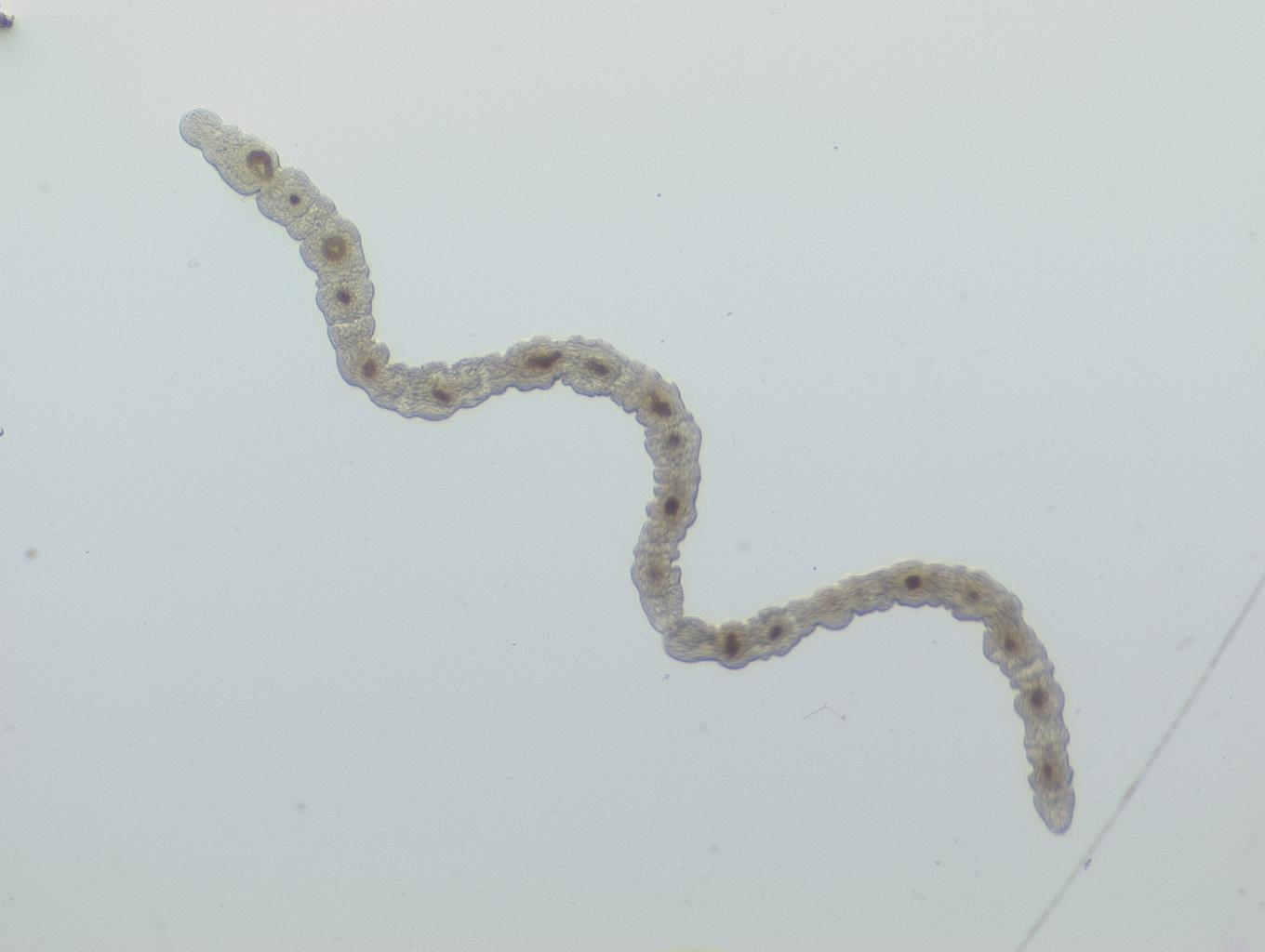
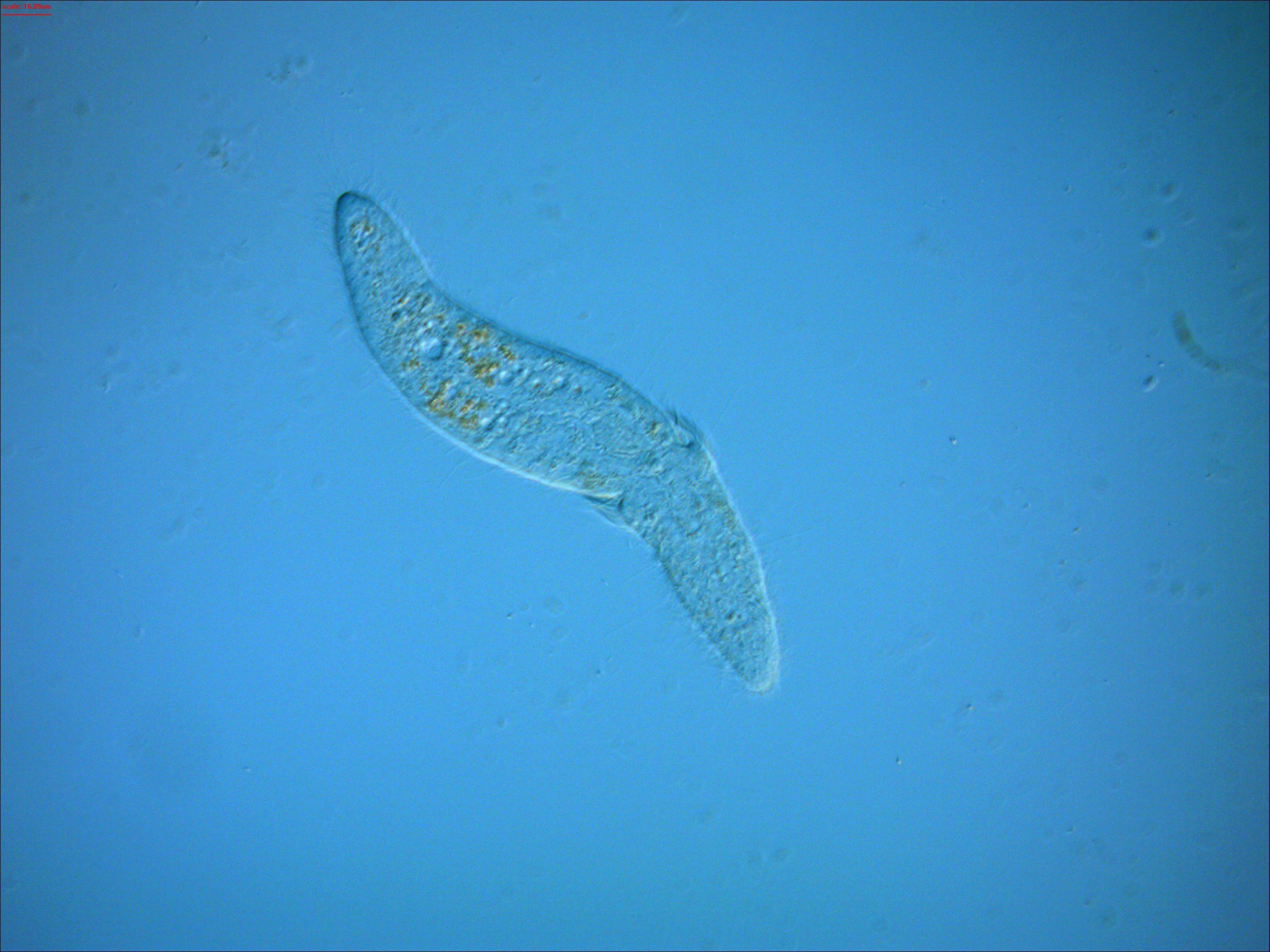